# Cechenena chimaera
Cechenena chimaera là một loài bướm đêm thuộc họ Sphingidae. Nó được tìm thấy ở Đông Nam Á bao gồm Malaysia, Thái Lan, Indonesia và Philippines.
Sải cánh dài khoảng 84 mm. Con trưởng thành con đực và con cái khác nhau. Nó rất giống với Cechenena aegrota, nhưng lớn hơn và có mày dưới cánh trước khác.